# Papa's Sweetheart
Papa's Sweetheart è un cortometraggio muto del 1911 diretto da Bannister Merwin che ne firma anche la sceneggiatura.

## Produzione
Il film fu prodotto dalla Edison Company.

## Distribuzione
Distribuito dalla General Film Company, il film - un cortometraggio di 190,5 metri - uscì nelle sale cinematografiche statunitensi il 26 dicembre 1911. Era proiettato in split reel, programmato in sala insieme a un altro cortometraggio.